# Luxuria
A Luxuria a Mézga Aladár különös kalandjai című magyar rajzfilmsorozat tizenegyedik része, a sorozat epizódjaként a Mézga család huszonnegyedik része.

## Cselekmény
Aladár egyszer az életben sokáig szeretne otthon heverészni és hagyni, hogy kiszolgálják. Ezzel senki nem ért egyet a családból, még Blöki sem, akit ezért kizár a szobából, és űrutazásra indul. Blöki aggódva veszi észre, hogy már egy ideje eltűnt, és az ágy alatt, a teáscsésze-készlet dobozában rejtegetett mentőkabin, a Gulliverkli 4 segítségével utána indul. Egy fura bolygóra viszi az űrhajó, ahol a boldogság kék madara elfogja őt és egy nyugágyba viszi. Luxuriára érkezett, a bolygóra, ahol minden kívánság teljesül, és amelyet sohasem hagyhat el. Blöki furábbnál furább kívánságokkal próbálja elérni, hogy valahogy megtalálja Aladárt, ami nagy nehezen sikerül is neki. A nyomukban járó robotokat kicselezve jutnak fel a tetőre, ahol megtalálják a Gulliverklit és végre elhagyhatják a bolygót. Igen ám, de a kék madár nem hagyja őket megszökni. Amikor azonban Aladár azt kívánja, hogy a fene egye meg, ez a valóságban is megtörténik, s végre haza tudnak jutni. Másnap Géza meglepve veszi észre, hogy Aladár milyen serényen lapátolja a havat.

## Alkotók
- Rendezte: Nepp József, Ternovszky Béla
- Írta: Nepp József, Romhányi József
- Dramaturg: Komlós Klári
- Zenéjét szerezte: Deák Tamás
- Operatőr: Bacsó Zoltán
- Hangmérnök: Bársony Péter
- Vágó: Hap Magda
- Lektor: Lehel Judit
- Háttér: Magyarkúti Béla, Kaim Miklós
- Rajzolták: Apostol Éva, Borókai Edit, Dékány Ferenc, Fellner István, Fillenz István, Gáspár Imre, Hangya János, Hernádi Tibor, Jónák Tamás, Kaim Miklós, Kiss Bea, Koltai Jenő, Lőcsey Vilmosné, Lőte Attiláné, Madarász Zoltán, Orbán Anna, Palkó József, Rofusz Ferenc, Szalay Edit, Székely Gáborné, Szombati Szabó Csaba, Tóth Pál, Zsilli Mária
- Munkatársak: Csonka György, Gyöpös Katalin, Gyulai Líviuszné, Kassai Klári, Tamási Péter, Törőcsik Jolán, Zsebényi Béla
- Színes technika: Dobrányi Géza
- Gyártásvezető: Szigeti Ágnes
- Produkciós vezető: Gyöpös Sándor, Kunz Román

- A kifestés a Pannónia Filmstúdió a Kecskeméti Film Vállalatnál készült
- Készítette a Magyar Televízió megbízázásól a Pannónia Filmstúdió

## Szereplők
- Mézga Aladár: Némethy Attila
- Blöki: Szabó Ottó
- Mézga Géza: Harkányi Endre
- Mézgáné Rezovits Paula: Győri Ilona
- Mézga Kriszta: Földessy Margit
- Dr. Máris Ottokár: Tomanek Nándor
- Sligovici: Raksányi Gellért
- Luxuria hangosbemondónője: Felföldi Anikó
- Luxuria hangosbemondója: Somogyvári Rudolf
- Fehér dakszli szuka: Pálos Zsuzsa
- Falánk-kövér férfi: Farkas Antal
- Részeges férfi: Gyenge Árpád
- Kövér fiú: Kovács Klára